# Gaius Trebius Sergianus
Gaius Trebius Sergianus war ein im 2. Jahrhundert n. Chr. lebender römischer Politiker.
Zwei Stationen der Laufbahn von Sergianus sind durch Inschriften bekannt. Durch eine Inschrift in griechischer Sprache aus Ancyra, die auf den 7. Dezember 128 datiert ist, ist nachgewiesen, dass er Statthalter in der Provinz Galatia war; er dürfte dieses Amt in den Amtsjahren 127/128 bis 129/130 ausgeübt haben. Durch mehrere Inschriften aus Rom ist belegt, dass Sergianus 132 zusammen mit Gaius Iunius Serius Augurinus ordentlicher Konsul war; die beiden Konsuln sind darüber hinaus auf einem Militärdiplom aufgeführt.
In den Digesten (Buch V, 3.5.1) wird erwähnt, dass Hadrian einen Brief an ihn richtete (Divus hadrianus trebio sergiano rescripsit).